# Feel Good Inc.
"Feel Good Inc." (se fala Feel Good Incorporated) é uma canção da banda virtual Gorillaz, lançada em 2005 como primeiro single do álbum Demon Days. A canção possui uma certa simbologia, que é melhor compreendida quando se assiste ao vídeo musical. É uma mescla bem organizada de rap, com alguns sons mais calmos, e conta a participação especial do trio americano de hip-hop De La Soul.

## Faixas
7"
1. "Feel Good Inc."
2. "68 State"

CD
1. "Feel Good Inc."
2. "Spitting Out the Demons"

DVD
1. "Feel Good Inc." (video)
2. "Spitting Out the Demons"
3. "Bill Murray"

Japan CD (lançado em 27 de abril)
1. "Feel Good Inc."
2. "Spitting Out the Demons"
3. "Bill Murray"
4. "Murdoc Is God"
5. "Feel Good Inc." (video)

### US iTunes EP
(EP exclusivo do iTunes lançado em 12 de dezembro de 2006)
1. "Feel Good Inc." (animatic)
2. "Feel Good Inc." (live in Harlem - video)
3. "Feel Good Inc." (Noodle's demo)
4. "68 State"

## Vídeo musical
No videoclipe, os integrantes adultos da banda (2D, Murdoc e Russel) se encontram dentro da suposta corporação, e tocam a música no interior da torre. Mais tarde, Noodle toca um violão, sentada na borda de sua ilha flutuante, que na época não ultrapassava os quinze anos. A ilha, que paira no ar, possui um moinho próximo à janela da torre.
Algumas pessoas interpretam a ilha como representante da liberdade das crianças, e a corporação como sendo a prisão à qual acabam se confinando todas pessoas quando crescem. Pode-se notar também os helicópteros que partem em direção à ilha, e que reaparecem no vídeo musical El Mañana, bombardeando o moinho, e sua ilha, que cai, em chamas.

## Paradas
| Parada (2005)                          | Máxima posição atingida |
| -------------------------------------- | ----------------------- |
| U.S. Billboard Hot 100                 | 14                      |
| U.S. Billboard Hot Dance Singles Sales | 3                       |
| U.S. Billboard Alternative Songs       | 1                       |
| U.S. Billboard Hot R&B/Hip-Hop Songs   | 53                      |
| U.S. Billboard Rhythmic Top 40         | 17                      |
| U.S. Billboard Top 40 Mainstream       | 4                       |
| U.S. Billboard Top 40 Tracks           | 9                       |
| U.S. Billboard Hot Adult Top 40 Tracks | 18                      |
| Australia ARIA Top 50 Singles Chart    | 8                       |
| Austria Top 75 Singles Chart           | 29                      |
| Belgium Top 50 Singles Chart           | 6                       |
| Canada Top 50 Singles Chart            | 10                      |
| Denmark Top 20 Singles Chart           | 4                       |
| Finland Top 20 Singles Chart           | 4                       |
| Germany Top 100 Singles Chart          | 16                      |
| Ireland Top 50 Singles Chart           | 5                       |
| Italy Top 50 Singles Chart             | 17                      |
| Netherlands Top 40 Singles Chart       | 5                       |
| New Zealand RIANZ Top 40 Singles Chart | 2                       |
| Norway Top 20 Singles Chart            | 10                      |
| Spain Top 40 Singles Chart             | 20                      |
| Sweden Top 40 Singles Chart            | 14                      |
| Switzerland Top 100 Singles Chart      | 14                      |
| UK Singles Chart                       | 2                       |
| Eurochart Hot 100 Singles Chart        | 5                       |
| Official World Top 100 Airplay Songs   | 4                       |

## Premiações e indicações

### Prêmios
- 2005 MTV Video Music Awards
  - Melhor vídeo
  - Melhor efeito especial em um vídeo

- Grammy Awards de 2006
  - Melhor Colaboração Pop com Vocais[3]

### Indicações
- Grammy Awards of 2006
  - Gravação do ano
  - Melhor vídeo musical curto